# Maiersbach
Maiersbach ist ein Ortsteil der Stadt Gersfeld (Rhön) im Landkreis Fulda. 

## Geographie

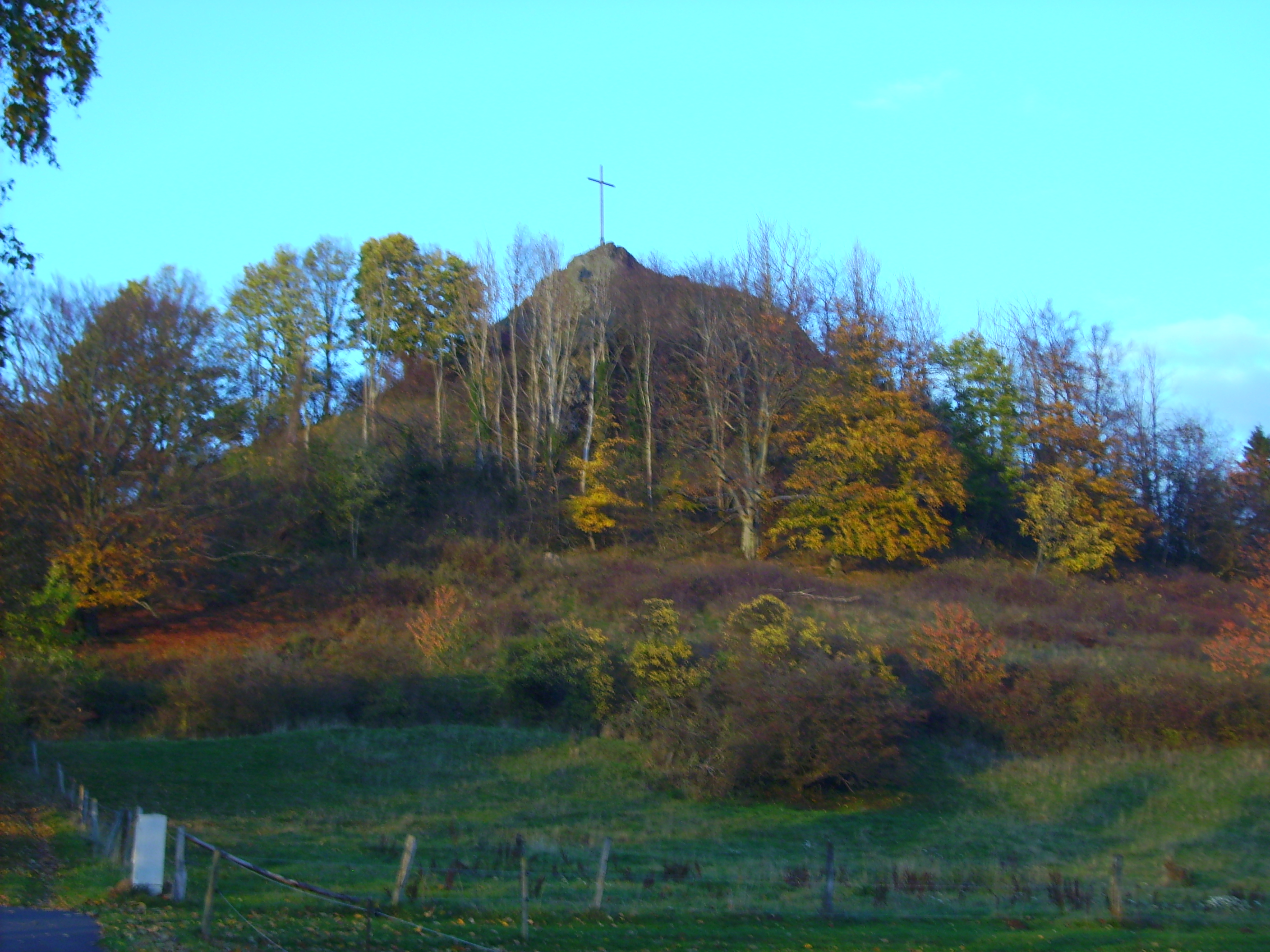
Der Wachtküppel

Das Dorf liegt nordwestlich von Gersfeld in Osthessen im Biosphärenreservat Rhön am Fuße des Wachtküppels.
Siedlungsplätze innerhalb der Gemarkung:
- Bodenhof (Hof)[3]
- Diesgraben (Hof)[4]
- Dörrenhof (Hof)[5]
- Dörrenrain (Hof)[6]
- Eichenrain (Gehöftgruppe)[7]
- Holenbrunn (Gehöftgruppe)[8]
- Komberg (Gehöftgruppe)[9]
- Maienstein (Hof)[10]
- Neufeld (Hof)[11]
- Obermaiersbach (Gehöftgruppe)[12]
- Rendelmühle (Haus)[13]
- Schwarze Erden (Siedlung)[14]
- Untermaiersbach (Gehöftgruppe)[15]
- Wachtküppel (Burg)[16]
- Wachtküppel (Höfe)[17]

## Geschichte

### Ortsgeschichte
Die älteste bekannte schriftliche Erwähnung von Maiersbach erfolgte im Jahr 1451.
Zwischen 1451 und 1540 war Maiersbach wüst. 1561 siedelten wieder drei Personen im Dorf.
Zum 31. Dezember 1971 wurde die bis dahin selbständige Gemeinde Maiersbach im Zuge der Gebietsreform in Hessen auf freiwilliger Basis in die Stadt Gersfeld eingemeindet. Für den Stadtteil Maiersbach wurde, wie für die übrigen nach Gersfeld eingegliederten Gemeinden, ein Ortsbezirk eingerichtet.

### Verwaltungsgeschichte im Überblick
Die folgende Liste zeigt die Staaten und Verwaltungseinheiten, denen Maiersbach angehört(e):
- vor 1806: Heiliges Römisches Reich, Herrschaft der Grafen von Frohberg (Ritterkanton Rhön-Werra, Buchisches Quartier), Herrschaftsgericht Gersfeld
- 1806–1818: Großherzogtum Würzburg[Anm. 2]
- 1820–1843: Königreich Bayern, Herrschaftsgericht Gersfeld, ausgeübt durch die Grafen von Frohberg
- ab 1843: Königreich Bayern, Regierungsbezirk Unterfranken und Aschaffenburg, Landgerichtsbezirk Bischofsheim
- ab 1862: Königreich Bayern, Regierungsbezirk Unterfranken, Bezirksamt Gersfeld[Anm. 3]
- ab 1867: Königreich Preußen,[Anm. 4] Provinz Hessen-Nassau, Regierungsbezirk Kassel, Kreis Gersfeld
- ab 1871: Deutsches Reich, Königreich Preußen, Provinz Hessen-Nassau, Regierungsbezirk Kassel, Kreis Gersfeld
- ab 1918: Deutsches Reich, Freistaat Preußen, Provinz Hessen-Nassau, Regierungsbezirk Kassel, Kreis Gersfeld
- ab 1932: Deutsches Reich, Freistaat Preußen, Provinz Hessen-Nassau, Regierungsbezirk Kassel, Landkreis Fulda
- ab 1944: Deutsches Reich, Freistaat Preußen, Provinz Kurhessen, Landkreis Fulda
- ab 1945: Deutsches Reich, Amerikanische Besatzungszone,[Anm. 5] Groß-Hessen, Regierungsbezirk Kassel, Landkreis Fulda
- ab 1946: Deutsches Reich, Amerikanische Besatzungszone, Hessen, Regierungsbezirk Kassel, Landkreis Fulda
- ab 1949: Bundesrepublik Deutschland, Hessen, Regierungsbezirk Kassel, Landkreis Fulda
- ab 1972: Bundesrepublik Deutschland, Hessen, Regierungsbezirk Kassel, Landkreis Fulda, Stadt Gersfeld (Rhön)

## Bevölkerung

### Einwohnerstruktur 2011
Nach den Erhebungen des Zensus 2011 lebten am Stichtag dem 9. Mai 2011 in Maiersbach 276 Einwohner. Darunter waren 3 (1,1 %) Ausländer. Nach dem Lebensalter waren 48 Einwohner unter 18 Jahren, 120 zwischen 18 und 49, 48 zwischen 50 und 64 und 57 Einwohner waren älter. Die Einwohner lebten in 111 Haushalten. Davon waren 30 Singlehaushalte, 21 Paare ohne Kinder und 45 Paare mit Kindern, sowie 12 Alleinerziehende und 3 Wohngemeinschaften. In 27 Haushalten lebten ausschließlich Senioren/-innen und in 69 Haushaltungen lebten keine Senioren/-innen.

### Einwohnerentwicklung
- 1561: 3 Ansiedler (Neuanlage)

| Maiersbach: Einwohnerzahlen von 1834 bis 2020 | Maiersbach: Einwohnerzahlen von 1834 bis 2020 | Maiersbach: Einwohnerzahlen von 1834 bis 2020 | Maiersbach: Einwohnerzahlen von 1834 bis 2020 | Maiersbach: Einwohnerzahlen von 1834 bis 2020 |
| --- | --------------------------------------------- | --------------------------------------------- | --------------------------------------------- | --------------------------------------------- |
| Jahr |                                               |                                               |                                               | Einwohner                                     |
| 1834 | 1834                                          |                                               | 417                                           | 417                                           |
| 1840 | 1840                                          |                                               | 438                                           | 438                                           |
| 1846 | 1846                                          |                                               | 420                                           | 420                                           |
| 1852 | 1852                                          |                                               | 400                                           | 400                                           |
| 1858 | 1858                                          |                                               | 387                                           | 387                                           |
| 1864 | 1864                                          |                                               | 366                                           | 366                                           |
| 1871 | 1871                                          |                                               | 401                                           | 401                                           |
| 1875 | 1875                                          |                                               | 404                                           | 404                                           |
| 1885 | 1885                                          |                                               | 393                                           | 393                                           |
| 1895 | 1895                                          |                                               | 396                                           | 396                                           |
| 1905 | 1905                                          |                                               | 388                                           | 388                                           |
| 1910 | 1910                                          |                                               | 362                                           | 362                                           |
| 1925 | 1925                                          |                                               | 372                                           | 372                                           |
| 1939 | 1939                                          |                                               | 374                                           | 374                                           |
| 1946 | 1946                                          |                                               | 452                                           | 452                                           |
| 1950 | 1950                                          |                                               | 405                                           | 405                                           |
| 1956 | 1956                                          |                                               | 408                                           | 408                                           |
| 1961 | 1961                                          |                                               | 408                                           | 408                                           |
| 1967 | 1967                                          |                                               | 527                                           | 527                                           |
| 1970 | 1970                                          |                                               | 446                                           | 446                                           |
| 1980 | 1980                                          |                                               | ?                                             | ?                                             |
| 1990 | 1990                                          |                                               | ?                                             | ?                                             |
| 2000 | 2000                                          |                                               | 304                                           | 304                                           |
| 2005 | 2005                                          |                                               | 306                                           | 306                                           |
| 2010 | 2010                                          |                                               | 294                                           | 294                                           |
| 2011 | 2011                                          |                                               | 276                                           | 276                                           |
| 2015 | 2015                                          |                                               | 267                                           | 267                                           |
| 2020 | 2020                                          |                                               | 292                                           | 292                                           |
| Datenquelle: Historisches Gemeindeverzeichnis für Hessen: Die Bevölkerung der Gemeinden 1834 bis 1967. Wiesbaden: Hessisches Statistisches Landesamt, 1968. Weitere Quellen: LAGIS:; Nach 1970 Stadt Gersfeld:; Zensus 2011 |                                               |                                               |                                               |                                               |

### Historische Religionszugehörigkeit
| • 1885: | 232 evangelische (= 59,0 %), 113 katholische (= 41,0 %) Einwohner |
| • 1961: | 218 evangelische (= 53,4 %), 184 katholische (= 45,1 %) Einwohner |

## Politik
Für Maiersbach besteht ein Ortsbezirk (Gebiete der ehemaligen Gemeinde Maiersbach) mit Ortsbeirat und Ortsvorsteher nach der Hessischen Gemeindeordnung. Der Ortsbeirat besteht aus drei Mitgliedern. Bei den Kommunalwahlen in Hessen 2021 betrug die Wahlbeteiligung zum Ortsbeirat 68,12 %. Alle Kandidaten gehörten der „Bürgerliste Maiersbach“ an. Der Ortsbeirat wählte Jan Kremer zum Ortsvorsteher.

## Sehenswürdigkeiten
- Die katholische Filialkirche St. Wendelin am Wachtküppel → Hauptartikel: Wendelinuskapelle (Wachtküppel)
- Der Waldlehrpfad am Wachtküppel, der auch „Lausbub der Rhön“ genannt wird